# Beatrice di Castiglia e Guzmán
Beatrice di Castiglia e Guzmán (in spagnolo, in asturiano, in aragonese, in portoghese, in galiziano e in basco Beatriz, in catalano Beatriu; Saragozza, 1242 – 27 ottobre 1303) nata principessa di Castiglia, fu regina consorte del Portogallo dal 1253 al 1279.

## Origine[1][2][3]
Figlia naturale del re di Castiglia e León e poi anche re dei Romani (imperatore non ancora incoronato del Sacro Romano Impero Germanico), Alfonso X il Saggio  e di María Guillén de Guzmán.

## Biografia

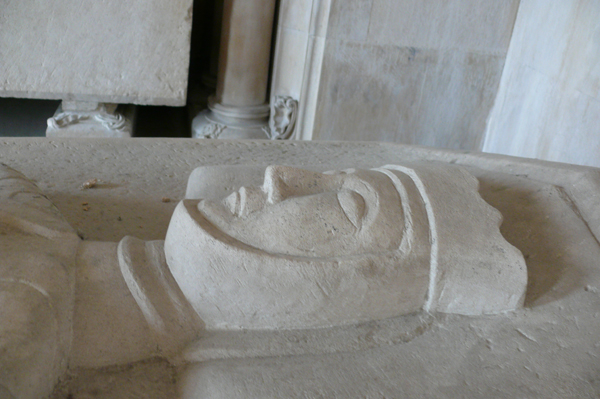
Monumento funebre di Beatrice, monastero di Alcobaça.

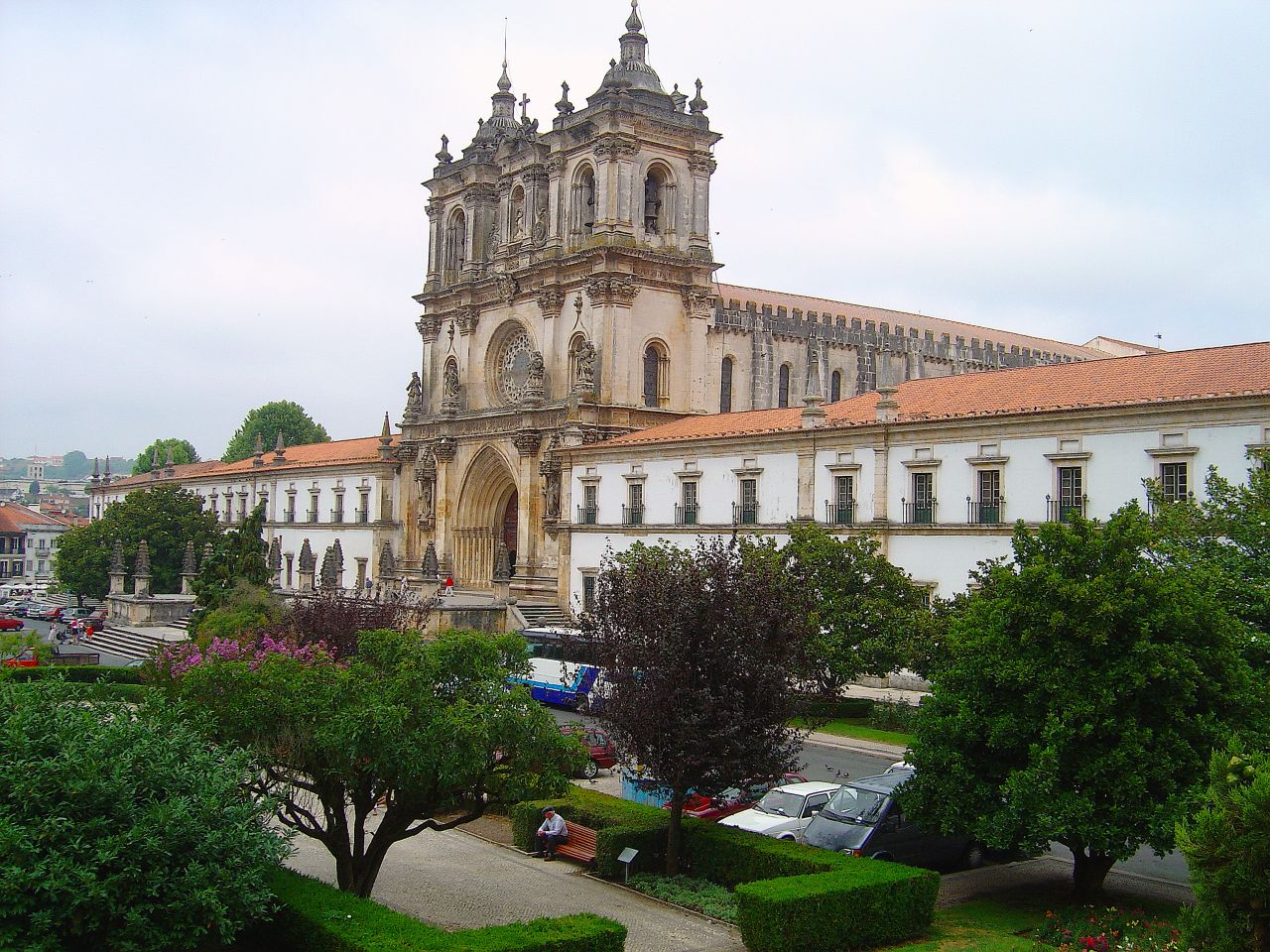
Facciata del monastero di Alcobaça.

Il padre, Alfonso X, divenuto re di Castiglia nel 1253, invase il Portogallo e si appropriò della regione dell'Algarve.
Il re del Portogallo, Alfonso III cedette ma, pur essendo ancora sposato con la contessa di Boulogne, Matilde, riuscì ad ottenere la mano della figlia illegittima di Alfonso X, Beatrice, con la clausola che quando il primo figlio della coppia avrebbe compiuto sette anni, l'Algarve sarebbe tornato al Portogallo.
Nello stesso anno, dopo che il re del Portogallo – rinunciando ai suoi possedimenti francesi – aveva divorziato da Matilde, sposò Beatrice di Castiglia.
Come moglie del re del Portogallo, Beatrice ricevette le rendite delle città di Torres Novas e Alenquer e in seguito ne ottenne la signoria.
Nel 1263, non senza alcune resistenze (forse perché l'erede era il terzogenito ed aveva solo due anni), Alfonso X di Castiglia consegnò l'Algarve all'erede, il principe Dionigi, a condizione che Alfonso III del Portogallo lo avesse seguito in battaglia con cinquanta lanceri.
Nello stesso anno, essendo morta nel 1262 la contessa Matilde di Boulogne, il papa Urbano IV convalidò il matrimonio tra Alfonso e Beatrice.
Nel 1267, con la convenzione di Badajoz, fu risolto definitivamente il problema dell'Algarve, e il confine tra il Portogallo e la Castiglia fu stabilito presso il fiume Guadiana.
Rimasta vedova nel 1279, rimase a corte come regina madre.
Beatrice morì il 27 ottobre del 1303. Fu sepolta nel Monastero di Alcobaça.

## Figli[4][5][6]
Beatrice ad Alfonso diede otto figli:
- Blanca del Portogallo (Guimarães, 25 febbraio 1259 - Burgos, 17 aprile 1321), viscontessa di Huelgas e signora di Montemor dal 1261, badessa del convento di Lorvão dal 1278, signora di Campo-Mayor dal 1301 e di Alcozer dal 1303, divenne infine badessa di monastero di Santa María la Real de Las Huelgas, a Burgos, dove morì, il 16 febbraio 1246, e dove venne tumulata[4].
- Ferdinando del Portogallo (1260 - Lisbona, 1262), l'erede per due anni, fu sepolto nel Monastero di Alcobaça, dove già era sepolto suo nonno;
- Dionigi il Lavoratore (Lisbona, 9 ottobre 1261 - Santarém, 7 gennaio 1325), re del Portogallo come Dionigi I sposato con Isabella di Aragona;
- Alfonso del Portogallo (Lisbona, 8 febbraio 1263 - Lisbona, 2 novembre 1312), Signore di Portalegre, Castel-de-Vides, Ourem, Sintra, Marvam, Arronches Leyra e Lourignan, nel 1299.  Governatore di Lamego e Viseu. Sposato, nel 1287, con Violante Manuel di Castiglia (1265-1314), figlia del principe Giovanni Emanuele di Castiglia, duca di Peñafiel ed Escalona e di Costanza di Aragona, da cui ebbe cinque figli:
  - Alfonso (1288-1300), signore di Leiria
  - Maria (1290-?), sposò, nel 1310 circa, Tello Alfonso signore di Meneses (?-1315) e nel 1315, in seconde nozze, Fernando Diaz de Haro, signore di Orduña e Balmaseda
  - Isabella (1292 - circa 1367), sposò Giovanni di Castiglia il Gobbo (1293- assassinato a Toro il 2 dicembre 1326), signore di Biscaglia
  - Costanza (1294-?), sposò, nel 1295, l'alfiere del re di Castiglia, Ferdinando IV, Núño Gonzales di Lara (1284- Valladolid, 1296). Il matrimonio non fu consumato
  - Brita (1298-?), sposò Pedro Fernandez di Castro (?- ucciso in battaglia vicino ad Algeciras, nel giugno del 1342), signore di Lemos e Sarria
- Sancha del Portogallo (2 febbraio 1264 - Siviglia, 1302), sepolta nel Monastero di Alcobaça, dove già era sepolto suo padre;
- María del Portogallo (21 novembre 1264 - 6 giugno 1304), Monaca del Convento della Santa Croce a Coimbra, dove morì e fu sepolta. Poi in un secondo tempo trasferita nel Monastero di Alcobaça, dove già era sepolto suo padre;
- Constanza del Portogallo (1266 - Siviglia, 1271);
- Vincenzo del Portogallo ( 22 gennaio 1268 - Lisbona, 23 novembre 1271), fu sepolto nel Monastero di Alcobaça, dove già era sepolto suo nonno.

## Ascendenza
|                                |                           |                                   | Genitori                    |  |  | Nonni |  |  | Bisnonni           |  |  | Trisnonni             |  |
|                                |                           |                                   |                             |  |  |       |  |  | Alfonso IX di León |  |  | Ferdinando II di León |  |
|                                |                           |                                   |                             |  |  |       |  |  | Alfonso IX di León |  |  | Ferdinando II di León |  |
|                                |                           | Urraca del Portogallo             |                             |  |  |       |  |  | Alfonso IX di León |  |  |                       |  |
| Ferdinando III di Castiglia    |                           |                                   |                             |  |  |       |  |  | Alfonso IX di León |  |  |                       |  |
|                                |                           | Berenguela di Castiglia           | Alfonso VIII di Castiglia   |  |  |       |  |  |                    |  |  |                       |  |
|                                |                           | Berenguela di Castiglia           | Alfonso VIII di Castiglia   |  |  |       |  |  |                    |  |  |                       |  |
|                                |                           | Berenguela di Castiglia           | Eleonora d'Inghilterra      |  |  |       |  |  |                    |  |  |                       |  |
| Alfonso X di Castiglia         |                           | Berenguela di Castiglia           |                             |  |  |       |  |  |                    |  |  |                       |  |
|                                |                           | Filippo di Svevia                 | Federico Barbarossa         |  |  |       |  |  |                    |  |  |                       |  |
|                                |                           | Filippo di Svevia                 | Federico Barbarossa         |  |  |       |  |  |                    |  |  |                       |  |
|                                |                           | Filippo di Svevia                 | Beatrice di Borgogna        |  |  |       |  |  |                    |  |  |                       |  |
| Beatrice di Svevia             |                           | Filippo di Svevia                 |                             |  |  |       |  |  |                    |  |  |                       |  |
|                                |                           | Irene Angelo                      | Isacco II Angelo            |  |  |       |  |  |                    |  |  |                       |  |
|                                |                           | Irene Angelo                      | Isacco II Angelo            |  |  |       |  |  |                    |  |  |                       |  |
|                                |                           | Irene Angelo                      | Irene                       |  |  |       |  |  |                    |  |  |                       |  |
| Beatrice di Castiglia e Guzmán |                           | Irene Angelo                      |                             |  |  |       |  |  |                    |  |  |                       |  |
|                                | Pedro Rodríguez de Guzmán | Rodrigo Muñoz de Guzmán           |                             |  |  |       |  |  |                    |  |  |                       |  |
|                                | Pedro Rodríguez de Guzmán | Rodrigo Muñoz de Guzmán           |                             |  |  |       |  |  |                    |  |  |                       |  |
|                                | Pedro Rodríguez de Guzmán | Mayor Diaz de Orozco              |                             |  |  |       |  |  |                    |  |  |                       |  |
| Guillén Pérez de Guzmán        | Pedro Rodríguez de Guzmán |                                   |                             |  |  |       |  |  |                    |  |  |                       |  |
|                                |                           | Matilda Elvira Gómez de Manzanedo | Gómez González de Manzanedo |  |  |       |  |  |                    |  |  |                       |  |
|                                |                           | Matilda Elvira Gómez de Manzanedo | Gómez González de Manzanedo |  |  |       |  |  |                    |  |  |                       |  |
|                                |                           | Matilda Elvira Gómez de Manzanedo | Milia Pérez de Lara         |  |  |       |  |  |                    |  |  |                       |  |
| María Guillén de Guzmán        |                           | Matilda Elvira Gómez de Manzanedo |                             |  |  |       |  |  |                    |  |  |                       |  |
|                                |                           | Gonzalo Rodríguez Girón           | Rodrigo Gutiérrez Girón     |  |  |       |  |  |                    |  |  |                       |  |
|                                |                           | Gonzalo Rodríguez Girón           | Rodrigo Gutiérrez Girón     |  |  |       |  |  |                    |  |  |                       |  |
|                                |                           | Gonzalo Rodríguez Girón           | Maria Rodriguez de Guzman   |  |  |       |  |  |                    |  |  |                       |  |
| María González de Girón        |                           | Gonzalo Rodríguez Girón           |                             |  |  |       |  |  |                    |  |  |                       |  |
|                                |                           | Sancha Rodriguez de Toroño        | Rodrigo Fernandez de Toroño |  |  |       |  |  |                    |  |  |                       |  |
|                                |                           | Sancha Rodriguez de Toroño        | Rodrigo Fernandez de Toroño |  |  |       |  |  |                    |  |  |                       |  |
|                                |                           | Sancha Rodriguez de Toroño        | Aldonza Pérez               |  |  |       |  |  |                    |  |  |                       |  |
|                                |                           | Sancha Rodriguez de Toroño        |                             |  |  |       |  |  |                    |  |  |                       |  |